# Крила (альбом)
«Крила» — п'ятий студійний альбом української співачки Джамали, представлений 12 жовтня 2018 року. Платівка складається із 10 пісень, 7 із яких написані українською мовою, та ще 3 — англійською. Для роботи над цим альбомом Джамала запросила гітариста гурту «Океан Ельзи» Владіміра Опсеніцу та українського джазового піаніста Єфима Чупахіна, котрий зараз проживає у Нью-Йорку. Презентація альбому відбулася 23 листопада 2018 року в київському клубі «Bel étage» в рамках концертної програми «Крила».

## Список пісень
| #     | Назва                       | Автор слів                                 | Автор музики         | Тривалість |
| ----- | --------------------------- | ------------------------------------------ | -------------------- | ---------- |
| 1.    | «Крила»                     | Тетяна Милимко                             | Сусана Джамаладінова | 3:56       |
| 2.    | «The great pretender»       | С. Джамаладінова, Марія Квінтіл            | С. Джамаладінова     | 3:29       |
| 3.    | «Сумую»                     | Вікторія Платова, С. Джамаладінова         | С. Джамаладінова     | 4:10       |
| 4.    | «Кохання»                   | С. Джамаладінова                           | С. Джамаладінова     | 4:24       |
| 5.    | «Незнайомець»               | С. Джамаладінова                           | С. Джамаладінова     | 3:53       |
| 6.    | «Хвилі»                     | В. Платова, С. Джамаладінова               | С. Джамаладінова     | 3:40       |
| 7.    | «Натовп»                    | Олена Теліга, В. Платова, С. Джамаладінова | С. Джамаладінова     | 3:22       |
| 8.    | «Любити» (Акустична версія) | В. Платова, С. Джамаладінова               | С. Джамаладінова     | 4:34       |
| 9.    | «Happiness»                 | С. Джамаладінова                           | С. Джамаладінова     | 2:51       |
| 10.   | «I believe in U»            | М. Квінтіл, С. Джамаладінова               | С. Джамаладінова     | 3:21       |
| 37:40 |                             |                                            |                      |            |

## Історія релізу
| Регіон  | Дата           | Формат                            | Поширювач |
| ------- | -------------- | --------------------------------- | --------- |
| Україна | 12 жовтня 2018 | Цифрова дистрибуція, компакт-диск | Enjoy!    |